# Автобан A352 (Німеччина)
Федеральний автобан А352 (A352, нім. Bundesautobahn 352) — відгалуження автобану на північ від Ганновера на північному заході Німеччини. Це важлива об’їзна дорога для руху від A7 до A2, уникаючи розв’язки Ганновер-Схід між двома автобанами. Аеропорт Ганновера також розташований поблизу A 352, тому місцеві жителі час від часу називають його Flughafenautobahn («автобан до аеропорту»).